# 格拉唐图尔
格拉唐图尔（法語：Gratentour，法語發音：[ɡʁatɛ̃tuʁ]）是法国上加龙省的一个市镇，属于图卢兹区。

## 地理
格拉唐图尔（43°43'16"N, 1°25'53"E）面积4.09 平方千米，位于法国奧克西塔尼大區上加龙省，该省份为法国西南部内陆省份，西南端与西班牙接壤，自此顺时针与上比利牛斯省、热尔省、塔恩-加龙省、塔恩省、奥德省和阿列日省接壤。
与格拉唐图尔接壤的市镇（或旧市镇、城区）包括：塞佩、布吕吉耶尔、卡斯泰尔日内斯特、圣塞尔南堡、佩什博尼约。

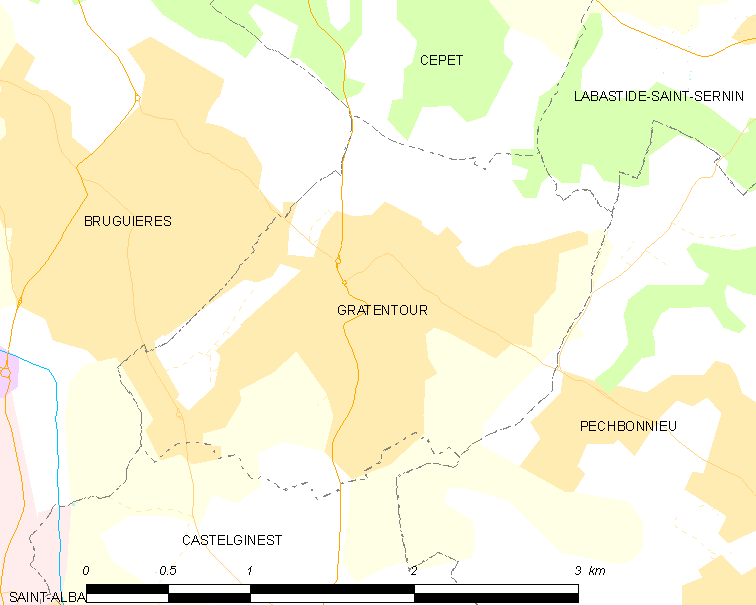
格拉唐图尔的OSM定位图

格拉唐图尔的时区为UTC+01:00、UTC+02:00（夏令时）。

## 行政
格拉唐图尔的邮政编码为31150，INSEE市镇编码为31230。

## 政治
格拉唐图尔所属的省级选区为卡斯泰尔日内斯特县。

## 人口

1962-2008年间格拉唐图尔人口变化图示

格拉唐图尔于2022年1月1日时的人口数量为4926人。

## 图集

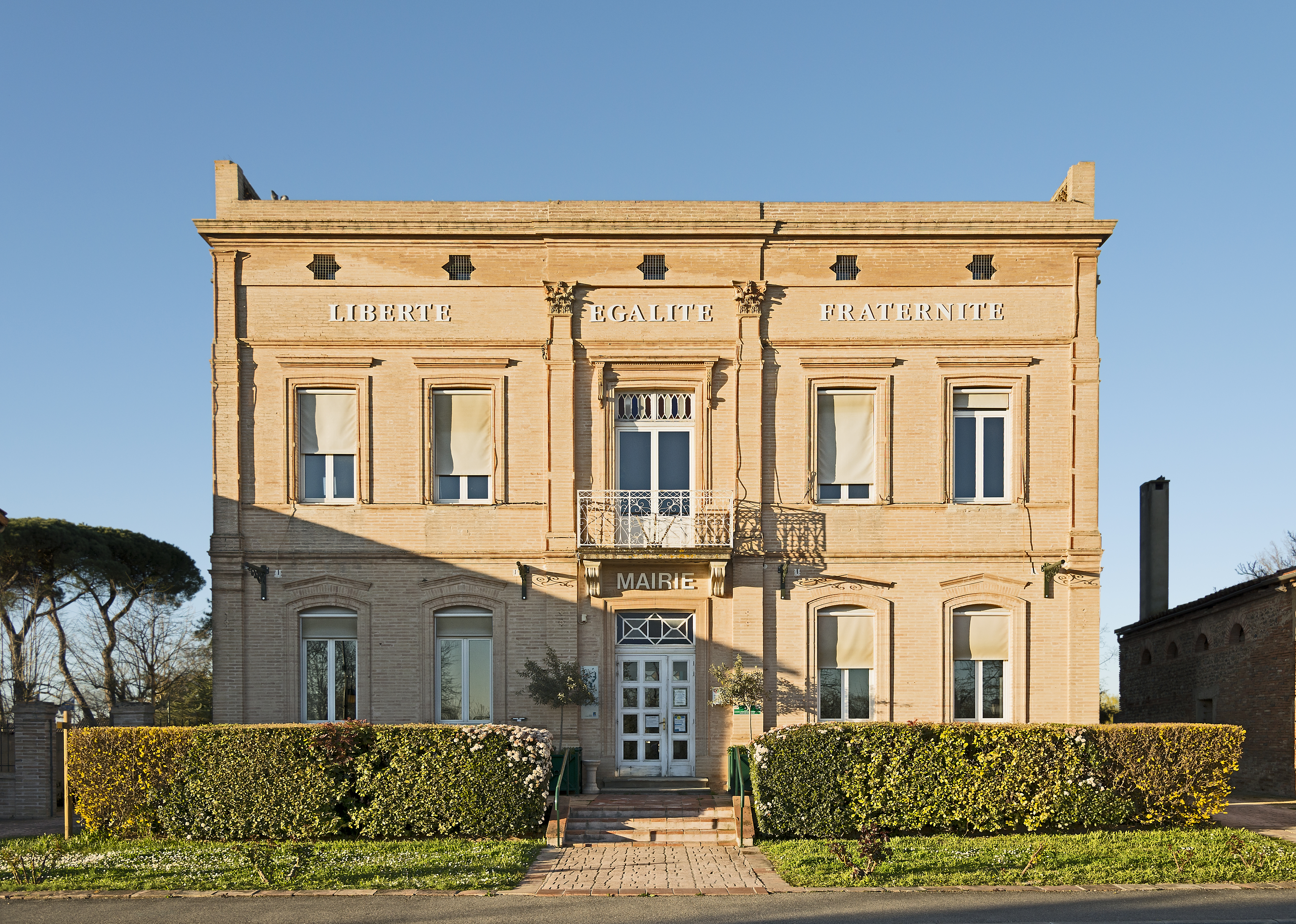
市政厅
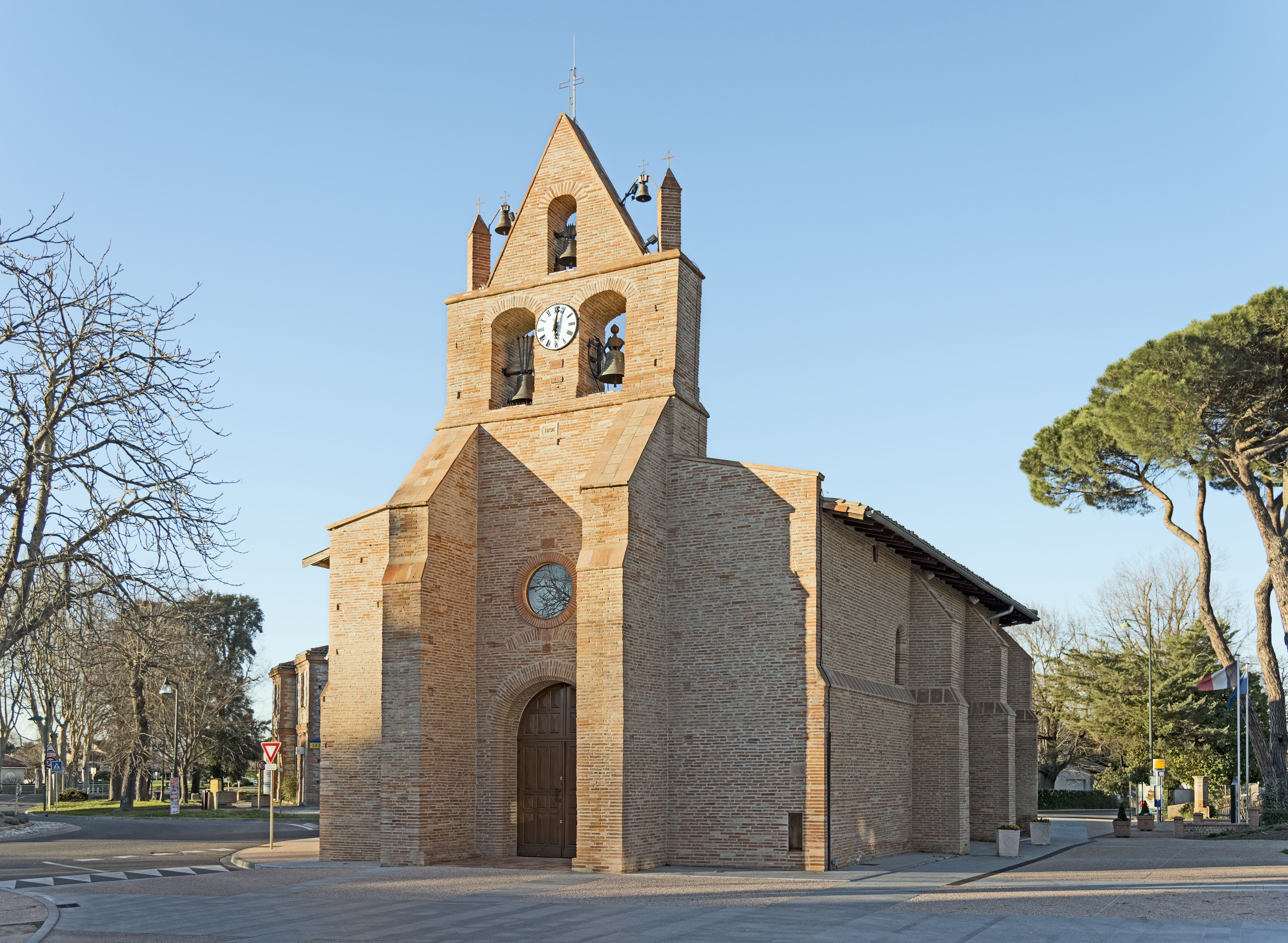
教堂
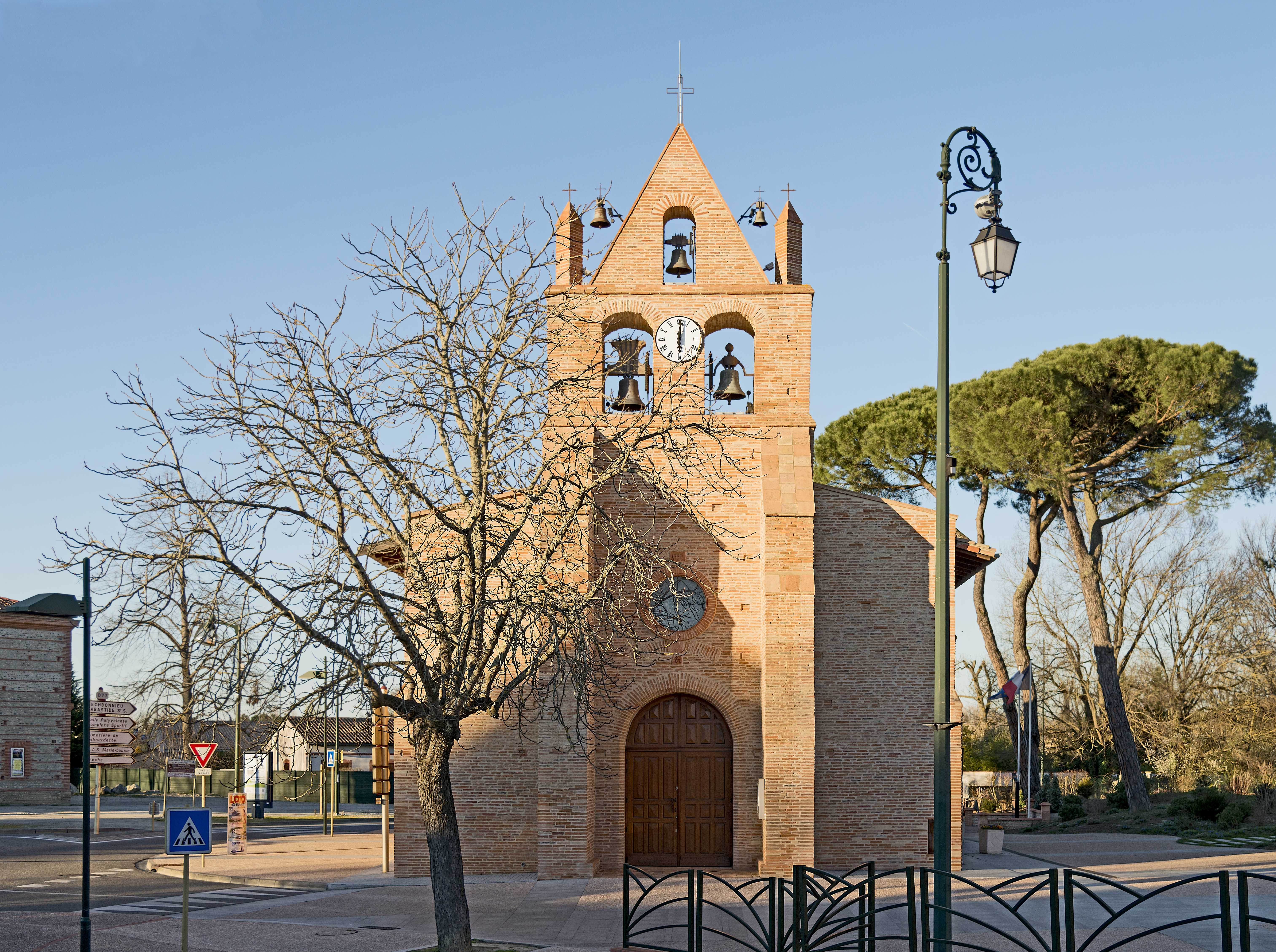
教堂